# سوزاکا، ناگانو
سوزاکا در استان ناگانو در کشور ژاپن واقع شده‌است  که دارای جمعیت ۵۳٬۰۹۷ نفر و مساحت ۱۴۹٫۸۴ کیلومتر مربع با تراکم جمعیت ۳۵۴  نفر در کیلومترمربع است و در تاریخ ۱ آوریل ۱۹۵۴ به عنوان شهر شناخته شد.